# Sions psalmer
Sions psalmer är en försvenskning till det finska namnet Siionin virret. Kyrkoherden i Jalasjärvi Elias Lagus översatte år 1790 den svenska samlingen herrnhutiska Sions Sånger (1743-45) till finska. Samlingen blev mycket omtyckt i Finland. En förändrad och utvidgad version utgav åren 1891-1893 av prästen Wilhelmi Malmivaara. En ny versionen utgavs år 1972.
År 2007 utgavs av Herättäjä-Yhdistys ut ett tilläggshäfte inför blivande förnyelse av samlingen, så att samlingen innehöll 314 sånger. Den nyaste, totalt förnyade utgåvan av Siionin virret" utkom 2016 och innehåller 255 sånger.
Siionin virret används av en inomkyrklig väckelserörelse inom Finlands evangelisk-lutherska kyrkan, "heränneet" - De väckta. "Herättäjä-Yhdistys" är en organisation, som samlar och organiserar De väcktas verksamhet.